# Tagsatzung

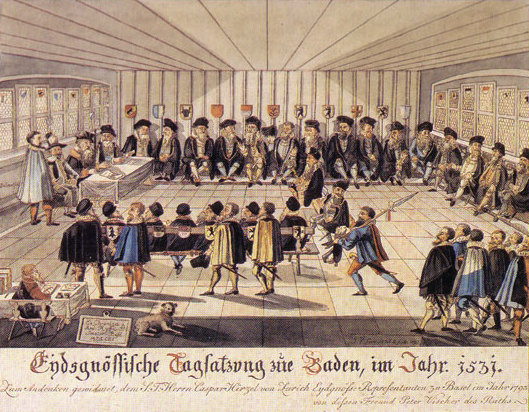
Tagsatzung van 1531 in Baden (schilderij uit omstreeks 1790)

De Zwitserse Tagsatzung, ook Tagleistung of kortweg Tag, was de wetgevende en uitvoerende raad van de Oude Zwitserse Confederatie van de middeleeuwen tot aan de stichting van de Bondsrepubliek Zwitserland in 1848. De macht van de Tagsatzung was echter beperkt, de meeste macht lag bij de praktisch onafhankelijke kantons.
Tijdens de Tagsatzung kwamen afgevaardigden van de kantons bijeen om zich bezig te houden met zaken die het gehele eedgenootschap aangingen, zoals besluiten over oorlog en vrede en de vermindering van de jaarrekeningen van de Gemeinen Herrschaften (gebieden afhankelijk van een kanton). Het kanton dat de Tagsatzung organiseerde (Vorort) was tevens voorzitter. De steden en 'landschappen' die na de dertien kantons onderdeel waren geworden van de confederatie, kregen niet altijd toegang tot de Tagsatzung, of niet permanent, of zonder stemrecht voor sommige materies. In de periode 1550-1660 vergaderden katholieke en evangelische gewesten apart. 
In weerwil van de gewestelijke autonomie, de ongelijkheid tussen gewesten en de godsdienstige verdeeldheid, bestond er een overkoepelende identificatie met het Oude Eedgenootschap, waarin de Tagsatzung een belangrijk element was.
Tijdens de Tagsatzung van 21 oktober 1847 sprak de meerderheid van de leden zich uit tegen de Sonderbund en riep op tot onmiddellijke ontbinding van dit verdrag. Toen dit niet gebeurde brak de Sonderbund-oorlog uit. 
In 1848 vond de laatste zitting van de Tagsatzung plaats en werd de eerste Zwitserse grondwet geratificeerd. Voor de Tagsatzung in de plaats kwam de Bondsvergadering.  
De Tagsatzung vond meestal plaats in Baden, in het kanton Aargau. Dit kuuroord was een veroverd gebied dat onder gemeenschappelijke voogdij stond en dus als neutraal gold.

## Voetnoten
1. ↑  Wim Blockmans, Medezeggenschap. Politieke participatie in Europa vóór 1800, 2020, p. 324. ISBN 9789044635218
2. ↑  Wim Blockmans, Medezeggenschap. Politieke participatie in Europa vóór 1800, 2020, p. 325. ISBN 9789044635218

- Gemeinsame Normdatei: 3040674-2
- Historisch woordenboek van Zwitserland: 010076
- Library of Congress Control Number: n81109292
- Virtual International Authority File: 135766366